# Hospital Regional de Patos
O Hospital Regional de Patos (HRP), denominado Hospital Regional Deputado Janduhy Carneiro, é um hospital localizado no bairro Belo Horizonte, na cidade de Patos, estado da Paraíba. A unidade hospitalar é referência em média e alta complexidade no Sertão Paraibano e atende mais de 90 municípios, inclusive dos vizinhos estados de Pernambuco e Rio Grande do Norte.
Em 2016 atendeu 65.888 pessoas, a exemplo de 3.207 cirurgias no setor de cirurgias (1.794 cirurgias ortopédicas, 292 vasculares, 543 gerais, 14 otorrinolaringologias, 184 bucomaxilos, 31 urológicas e 350 oftalmológicas) e no atendimento aos acidentados, 2.985 pacientes. Vale salientar que a referida casa de saúde é referência no estado da Paraíba no serviço ortopédico de acordo com relatório do Conselho Regional de Medicina pelo fato de várias vezes a fila ser zerada, fazendo com que nos dias atuais o paciente com fratura e que precisa de cirurgia ortopédico esperar no máximo três, quatro dias pelo procedimento.

## História
O Hospital Regional de Patos, maior complexo do Sertão da Paraíba, foi construído por iniciativa da LBA - Legião Brasileira de Assistência, que foi dirigida por Dona Antônia Gomes de Mello e Silva (Dona Nini), em terreno doado pela Prefeitura Municipal, através da Lei nº 9, sancionada pelo então prefeito Clóvis Sátyro e Souza, em 23 de março de 1948. A área destinada à edificação do nosocômio, estava encravada no antigo Campo do Estrela, composta de 80.625m². A conclusão da obra ocorreu em 1953, década em que a cidade receberia novos médicos, a exemplo de Olavo Nóbrega, Geraldo Carvalho, Rivaldo Medeiros, além de Alcides Candeia que, a partir do quinto ano já auxiliava nas cirurgias, enquanto se especializava em análise clínica e resolveu, por conta da deficiência local, buscar, também, especializar-se em anestesia. Os quatros profissionais, ao lado do Dr. Arthur Tavares, passaram a operar verdadeiros milagres. A inauguração do HRP ocorreu no dia 29 de novembro , dentro das comemorações dos 50 anos da elevação de Patos à categoria de cidade. Falaram na oportunidade o Dr. Lauro, deputado Octacílio Queiroz, deputado José Cavalcanti, governador José Fernandes de Lima, com as bênçãos confiadas ao bispo de Cajazeiras, Dom Zacarias Rolim de Moura.
Em 1960, o Hospital Regional de Patos tinha em sua direção o Dr. Geraldo Gomes Carvalho. Na época, um grupo de médicos decidiu por construir uma nova Casa de Saúde, livre de percalços e incertezas, peculiares ao serviço público, chegando a adquirir um terreno, na rua do Prado, próximo à saída de Santa Teresinha. Na etapa do levantamento de recursos para a edificação, foram surpreendidos com uma advertência partida de um empresário que iniciara um equipamento do tipo (clínica com internamento e cirurgia), ao ponto de alguns profissionais chegarem a ser ameaçados de morte, levando o grupo a desistir da ideia, vendendo a área ao empresário Hardman Cavalcanti Pinto, no qual acabou sendo construído um posto de combustíveis.

### Primeira cirurgia de coração
A unidade hospitalar fez sua primeira cirurgia de coração no 11 de setembro de 2015. Tratava-se de uma pericardiotomia (abertura do saco membranoso pericárdio que rodeia o coração, para a retirada de líquido). Na ocasião, a equipe médica foi coordenada pelo cirurgião cardíaco Jairo Leal.